# Trump Media & Technology Group
Trump Media & Technology Group (TMTG) est une société américaine de médias et de technologie fondée en 2021 Fondée par Andy Litinsky et Wes Moss en 2021 pour le compte du président américain Donald Trump. La société est basée à Sarasota, en Floride ; elle est devenue « société publique », le 26 mars 2024, après avoir fusionné avec Digital World Acquisition Corp. (DWAC), une société d'acquisition à vocation spécifique,.
En décembre 2021, Donald Trump annonce avoir recruté Devin Nunes, nommé DG de TMTG par Trump à partir de janvier 2022.
Le 21 février 2022, Donald Trump et son groupe Trump Media & Technology (TMTG) lancent le réseau social baptisé Truth Social qui le veut être le concurrent de Twitter. Trump rapportera dans une déclaration financière personnelle d'avril 2023 qu'il a gagné moins de 201 $ grâce à TMTG.
En mars 2024, l'entreprise entre en Bourse (introduite au NASDAQ sous l'acronyme DJT), valorisée à 9,5 milliards de dollars. Donald Trump en détient 58 % des parts.
Selon la Securities and Exchange Commission (SEC) des États-Unis (daté d'avril 2024), la socitété Trump Media & Technology a connu d'importants défis financiers en 2023 (avec notamment un déficit de 58 millions de dollars). En novembre 2023, une divulgation financière de DWAC indiquait qu'en novembre 2023 émet des « doutes substantiels » quant à sa capacité à payer ses factures, précisant que le cabinet comptable de l'entreprise a des « doutes substantiels » quant à la capacité de l'entreprise à survivre.

## Histoire
Le groupe Trump Media & Technology est constitué en février 2021.
Le 3 septembre 2021, la société d'acquisition à vocation spécifique Digital World Acquisition Corp. (DWAC) a commencé à négocier sur le Nasdaq, après avoir vendu 25 millions d'actions lors de son introduction en bourse. DWAC a été créé avec l'aide d'« ARC Capital » (société basée à Shanghai spécialisée dans la cotation de sociétés chinoises sur le marché boursier américain, qui a été la cible d'enquêtes de la SEC pour de fausses déclarations concernant des sociétés écrans. Dès 2021, le groupe DWAC Trump se lie aussi à une autre société chinoise, China Yunhong Holdings (également basée à Wuhan en Chine, jusqu'à ce que son principal banquier [qui dirigeait la fusion], en décembre 2021, promette de rompre ses liens avec la Chine. 
En février 2022, Reuters rapporte que le lien entre ARC Capital, basé à Shanghai, et Digital World et la Chine était plus profond qu'on ne le pensait, ARC ayant offert de l'argent pour faire décoller la SPAC.
En octobre 2021, TMTG et DWAC annoncent avoir conclu un accord de fusion des deux entités, permettant à TMTG d'être cotée en bourse. avec comme futures offres de produits le réseau social (Truth Social) et une programmation à la demande (TMTG+).
En décembre, TMTG annonce (sans identifier ses investisseurs) avoir levé 1 milliard de dollars d’investissements privés en fonds publics (PIPE). Le Financial Times a rapporté que le produit attendu du financement PIPE et SPAC en faveur de TMTG s'élèverait à 1,25 milliard de dollars. En décembre, TMTG affirme avoir signé « un vaste accord de technologie et de services cloud » avec la plateforme vidéo Rumble, et que Rumble exploiterait une partie du réseau Truth Social ainsi que TMTG+.
En janvier 2022, Devin Nunes (après avoir démissionné de la Chambre des représentants des États-Unis, en décembre 2021) est nommé par D. Trump Directeur général de l'entreprise.
Le 21 novembre 2023, Trump Media & Technology Group a intenté une action en justice contre 20 autres médias, leur demandant 1,5 milliard de dommages et intérêt, alléguant que ces médias avaient indument rapporté que Truth Social avait subi une perte de 73 millions de dollars et que la déclaration simultanée du chiffre incorrect par ces 20 médias indiquait un « effort coordonné » contre Truth Social. Plusieurs de ces médias ont publié des corrections, affirmant que l'erreur résultait d'une mauvaise interprétation du dossier réglementaire, qui faisait état d'une perte nette de près de 23 millions de dollars au cours des six premiers mois de 2023.[30] Le 22 novembre, Reuters a corrigé son article du 13 novembre comme suit : « ( Truth Social a déclaré une perte de 31,6 millions de dollars, et non de 73 millions de dollars, depuis son lancement jusqu’à la mi-2023 dans le titre et au paragraphe 1 (...) la plateforme a enregistré un bénéfice de 50,5 millions de dollars en 2022, et non une perte, au paragraphe 3 ». 
Selon la Securities and Exchange Commission (SEC) des États-Unis (daté d'avril 2024), la société Trump Media & Technology a connu d'importants défis financiers en 2023 (avec notamment un déficit de 58 millions de dollars). Une divulgation financière de DWAC indiquait cependant qu'en novembre 2023, la direction avait des « doutes substantiels » quant à sa capacité à payer ses factures, et que le cabinet comptable de l'entreprise avait des « doutes substantiels » quant à la capacité de l'entreprise à se maintenir en activité.
Le 22 mars 2024, les actionnaires de DWAC ont approuvé un accord de fusion avec TMTG, fusion terminée le 25 mars avec un regroupement  négociée en bourse sous le symbole DJT.
- Au moins cinq des sept membres du premier conseil d'administration de la société issue de la fusion sont étroitement liés à Trump, parmi lesquels son fils Donald Trump Jr, l'ancien membre du Congrès Devin Nunes et trois anciens responsables de l'administration Trump : Robert Lighthizer, Kash Patel et Linda McMahon. Dans les dossiers réglementaires, Lighthizer et McMahon sont toutefois répertoriés comme « administrateurs indépendants ».

Le 1er avril 2024, TMTG a déposé un rapport auprès de la SEC, selon lequel l'entreprise a perdu plus de 58 millions de dollars en 2023 et que son seul revenu était de 4 millions de dollars en publicité sur Truth Social.
À la suite de son introduction en bourse, TMTG a été critiqué pour avoir choisi comme auditeur le bureau d'audit comptable BF Borgers, connu pour ses antécédents de graves déficiences et malversations en matière d'audit de 350 entreprises. Le 6 mai 2024, TMTG a annoncé avoir rompu avec Borgers, comme l'exigeaient le régulateur américain (SEC). La SEC reprochait en effet à Borgers des fraudes massives avec, de 2021 à 2023, la publication d'audits frauduleux pour 350 entreprises, audits contenant des « erreurs délibérées et systémiques ». Or Borgers a été choisi comme cabinet comptable par TMTG avant et après que TMTG soit devenue publique, mais à ce stade, TMTG n'est pas accusé d'aucun acte répréhensible par la SEC.